# Валдзасен
Валдзасен (њем. Waldsassen) град је у њемачкој савезној држави Баварска. Једно је од 26 општинских средишта округа Тиршенројт. Према процјени из 2010. у граду је живјело 7.211 становника. Посједује регионалну шифру (AGS) 9377158.

## Географски и демографски подаци
Валдзасен се налази у савезној држави Баварска у округу Тиршенројт. Град се налази на надморској висини од 477 метара. Површина општине износи 66,5 km². У самом граду је, према процјени из 2010. године, живјело 7.211 становника. Просјечна густина становништва износи 108 становника/km².

## Међународна сарадња
| Мјесто  | Држава               | Врста сарадње | Од    |
| ------- | -------------------- | ------------- | ----- |
| Пенкојд | Уједињено Краљевство | партнерство   | 1987. |
|         | Француска            | партнерство   | 1970. |
| Извор   |                      |               |       |